# Governia
Governia Oy est une société publique chargée de détenir et de gérer des actions de sociétés en Finlande.  

## Présentation
Le groupe Governia Oy est sous la tutelle du Cabinet du Premier ministre de Finlande. Fin 2018, les principales participations de Governia étaient Kruunuasunnot Oy (100%), Suomi-Talo Oy à Saint-Pétersbourg (100%) et GoK Oy (100%).  